# Kanton Pont-à-Mousson
Der Kanton Pont-à-Mousson ist seit 1790 ein französischer Wahlkreis in den Arrondissements Nancy und Toul im Département Meurthe-et-Moselle in der Region Grand Est (bis 2015 Lothringen). Sein Bureau centralisateur befindet sich in Pont-à-Mousson.

## Geschichte
Der Kanton entstand 1790. Bis 2015 gehörten 17 Gemeinden zum Kanton Pont-à-Mousson. Mit der Neuordnung der Kantone in Frankreich stieg die Zahl der Gemeinden 2015 auf 24. Von den bisherigen 17 Gemeinden wechselten 9 zum Kanton Entre Seille et Meurthe. Zu den verbleibenden 8 Gemeinden kamen Gemeinden der bisherigen Kantone Dieulouard (10 Gemeinden), Chambley-Bussières (3 Gemeinden) und Thiaucourt-Regniéville (3 Gemeinden) hinzu.

## Gemeinden
Der Kanton besteht aus 24 Gemeinden mit insgesamt 34.450 Einwohnern (Stand: 1. Januar 2022) auf einer Gesamtfläche von 220,89 km²:
| Gemeinde                  | Einwohner 1. Januar 2022 | Fläche km² | Dichte Einw./km² | Code INSEE | Postleitzahl | Arrondissement |
| ------------------------- | ------------------------ | ---------- | ---------------- | ---------- | ------------ | -------------- |
| Arnaville                 | 561                      | 5,22       | 107              | 54022      | 54470        | Toul           |
| Atton                     | 899                      | 15,38      | 58               | 54027      | 54700        | Nancy          |
| Bayonville-sur-Mad        | 330                      | 9,39       | 35               | 54055      | 54470        | Toul           |
| Blénod-lès-Pont-à-Mousson | 4.649                    | 9,58       | 485              | 54079      | 54700        | Nancy          |
| Bouxières-sous-Froidmont  | 420                      | 7,71       | 54               | 54091      | 54700        | Nancy          |
| Champey-sur-Moselle       | 316                      | 2,42       | 131              | 54114      | 54700        | Nancy          |
| Fey-en-Haye               | 59                       | 7,05       | 8                | 54193      | 54470        | Toul           |
| Jezainville               | 1.016                    | 18,19      | 56               | 54279      | 54700        | Nancy          |
| Lesménils                 | 503                      | 10,84      | 46               | 54312      | 54700        | Nancy          |
| Loisy                     | 323                      | 5,58       | 58               | 54320      | 54700        | Nancy          |
| Maidières                 | 1.495                    | 1,81       | 826              | 54332      | 54700        | Nancy          |
| Montauville               | 1.089                    | 16,19      | 67               | 54375      | 54700        | Nancy          |
| Mousson                   | 102                      | 5,73       | 18               | 54390      | 54700        | Nancy          |
| Norroy-lès-Pont-à-Mousson | 1.161                    | 5,89       | 197              | 54403      | 54700        | Nancy          |
| Onville                   | 509                      | 9,27       | 55               | 54410      | 54890        | Toul           |
| Pagny-sur-Moselle         | 3.953                    | 11,20      | 353              | 54415      | 54530        | Nancy          |
| Pont-à-Mousson            | 14.383                   | 21,60      | 666              | 54431      | 54700        | Nancy          |
| Prény                     | 373                      | 15,09      | 25               | 54435      | 54530        | Toul           |
| Vandelainville            | 142                      | 1,36       | 104              | 54544      | 54890        | Toul           |
| Vandières                 | 932                      | 12,35      | 75               | 54546      | 54121        | Nancy          |
| Villecey-sur-Mad          | 343                      | 7,41       | 46               | 54570      | 54890        | Toul           |
| Villers-sous-Prény        | 330                      | 6,17       | 53               | 54579      | 54700        | Nancy          |
| Vittonville               | 126                      | 4,03       | 31               | 54589      | 54700        | Nancy          |
| Waville                   | 436                      | 11,43      | 38               | 54593      | 54890        | Toul           |
| Kanton Pont-à-Mousson     | 34.450                   | 220,89     | 156              | 5418       | –            | –              |

Bis zur landesweiten Neuordnung der französischen Kantone im März 2015 gehörten zum Kanton Pont-à-Mousson die 17 Gemeinden Atton, Autreville-sur-Moselle, Belleville, Bezaumont, Bouxières-sous-Froidmont, Champey-sur-Moselle, Landremont, Lesménils, Loisy, Millery, Morville-sur-Seille, Mousson, Pont-à-Mousson (Hauptort), Port-sur-Seille, Sainte-Geneviève, Ville-au-Val und Vittonville. Sein Zuschnitt entsprach einer Fläche von 129,90 km2. Er besaß vor 2015 einen anderen INSEE-Code als heute, nämlich 5424.

### Bevölkerungsentwicklung
| 1962   | 1968   | 1975   | 1982   | 1990   | 1999   | 2012   | 2018   |
| ------ | ------ | ------ | ------ | ------ | ------ | ------ | ------ |
| 16.904 | 17.852 | 19.234 | 19.584 | 19.861 | 19.875 | 19.968 | 34.558 |

## Politik
Im 1. Wahlgang am 22. März 2015 zur Wahl der Vertreter des Wahlkreises im Départementrat erreichte keines der sechs Wahlpaare die absolute Mehrheit. Bei der Stichwahl am 29. März 2015 gewann das Gespann Maryse Altermatt/Stéphane Pizelle (beide UD) gegen Barbara Hoffmann/Dominique Sauget (beide FN) mit einem Stimmenanteil von 59,04 % (Wahlbeteiligung: 44,09 %).
Im 1. Wahlgang am 20. Juni 2021 erreichte keines der drei Wahlpaare die absolute Mehrheit. Bei der Stichwahl am 27. Juni 2021 gewann das Gespann Jennifer Barreau/Bernard Bertelle (PS bzw. PCF) gegen Marlène Curina-Prillieux/Stéphane Pizelle (Divers centre (DVC) bzw. LR) mit einem Stimmenanteil von 51,61 % (Wahlbeteiligung: 30,14 %).
Seit 1945 hatte der Kanton folgende Abgeordnete im Départementrat:
| Vertreter im Départementrat | Vertreter im Départementrat       | Vertreter im Départementrat |
| Amtszeit                    | Name                              | Partei                      |
| --------------------------- | --------------------------------- | --------------------------- |
| 1945–1964                   | Frédéric Gouvy                    | Républicains indépendants   |
| 1964–1976                   | Jules Jeanclaude                  | Rad.                        |
| 1976–1982                   | Yvon Tondon                       | PS                          |
| 1982–1985                   | Michel Bertelle                   | PCF                         |
| 1985–1992                   | Bernard Guy                       | CNI                         |
| 1992–1998                   | Robert Portelance                 | DVD                         |
| 1998–2004                   | Henry Lemoine                     | DVD, dann UMP               |
| 2004–2015                   | Noël Guérard                      | PS                          |
| 2015–2021                   | Maryse Altermatt Stéphane Pizelle | DVD LR                      |
| 2021–                       | Jennifer Barreau Bernard Bertelle | PS PCF                      |